# Nesophrosyne cinerea
Nesophrosyne cinerea är en insektsart som beskrevs av Henry Fairfield Osborn 1935. Nesophrosyne cinerea ingår i släktet Nesophrosyne och familjen dvärgstritar. Inga underarter finns listade i Catalogue of Life.